# Negyedik Orbán-kormány
A negyedik Orbán-kormány az 1989. október 23-án kikiáltott harmadik Magyar Köztársaság 12., az 1990-es rendszerváltás utáni 11. magyar kormánya. A 2018-as országgyűlési választásokat követően május 10-én az Országgyűlés 134 igen és 28 nem szavazat mellett választotta miniszterelnökké Orbán Viktort.
Áder János köztársasági elnök 2018. május 18-án nevezte ki a kormány minisztereit, akik még aznap letették a hivatali esküt.

## Előzményei
2018. április 8-án a harmadik Orbán-kormány megbízatása nem szűnt meg, hanem az új kormány megalakulásáig ez a kormány volt  hivatalban. A kormányalakítás első lépése az volt, hogy a köztársasági elnök 2018. április 17-én a választásokon nagy többséget szerzett Fidesz – Magyar Polgári Szövetség vezetőjét, a hivatalban lévő miniszterelnököt kérte fel kormányalakításra.
2018. április 27-én Havasi Bertalan, a miniszterelnök sajtófőnöke nyilvánosságra hozta az új kormány tagjainak tervezett névsorát.
A Magyarország minisztériumainak felsorolásáról, valamint egyes kapcsolódó törvények módosításáról, illetve a minisztériumok felsorolásáról szóló 2018. évi V. törvényt 2018. május 11-én fogadta el az Országgyűlés.

## AKormánytagjai
| Név | Kép | Hivatal kezdete  | Hivatal vége       | Párt         | Párt | Megjegyzés                                       |
| --- | --- | ---------------- | ------------------ | ------------ | ---- | ------------------------------------------------ |
| Miniszterelnök                                                                                                 |     |                  |                    |              |      |                                                  |
| Orbán Viktor                                                                                                   |     | 2018. május 10.  | 2022. május 16.    | Fidesz       |      |                                                  |
| Miniszterelnök-helyettes, nemzetpolitikáért, egyházügyekért és nemzetiségekért felelős tárca nélküli miniszter |     |                  |                    |              |      |                                                  |
| Semjén Zsolt                                                                                                   |     | 2018. május 18.  | 2022. május 24.    | KDNP         |      |                                                  |
| Miniszterelnökséget vezető miniszter                                                                           |     |                  |                    |              |      |                                                  |
| Gulyás Gergely                                                                                                 |     | 2018. május 18.  | 2022. május 24.    | Fidesz       |      |                                                  |
| Miniszterelnöki Kabinetirodát vezető miniszter                                                                 |     |                  |                    |              |      |                                                  |
| Rogán Antal |     | 2018. május 18.  | 2022. május 24.    | Fidesz       |      |                                                  |
| Külgazdasági és külügyminiszter                                                                                |     |                  |                    |              |      |                                                  |
| Szijjártó Péter                                                                                                |     | 2018. május 18.  | 2022. május 24.    | Fidesz       |      |                                                  |
| Miniszterelnök-helyettes, Belügyminiszter                                                                      |     |                  |                    |              |      |                                                  |
| Pintér Sándor                                                                                                  |     | 2018. május 18.  | 2022. május 24.    | pártonkívüli |      |                                                  |
| Igazságügyi miniszter                                                                                          |     |                  |                    |              |      |                                                  |
| Trócsányi László                                                                                               |     | 2018. május 18.  | 2019. június 30.   | pártonkívüli |      | 2019. július 2.-tól Európai Parlamenti képviselő |
| Varga Judit |     | 2019. július 12. | 2022. május 24.    | Fidesz       |      |                                                  |
| Miniszterelnök-helyettes, Pénzügyminiszter                                                                     |     |                  |                    |              |      |                                                  |
| Varga Mihály                                                                                                   |     | 2018. május 18.  | 2022. május 24.    | Fidesz       |      |                                                  |
| Emberi erőforrások minisztere                                                                                  |     |                  |                    |              |      |                                                  |
| Kásler Miklós                                                                                                  |     | 2018. május 18.  | 2022. május 24.    | pártonkívüli |      |                                                  |
| Innovációs és technológiai miniszter                                                                           |     |                  |                    |              |      |                                                  |
| Palkovics László                                                                                               |     | 2018. május 18.  | 2022. május 24.    | pártonkívüli |      |                                                  |
| Agrárminiszter                                                                                                 |     |                  |                    |              |      |                                                  |
| Nagy István |     | 2018. május 18.  | 2022. május 24.    | Fidesz       |      |                                                  |
| Honvédelmi miniszter                                                                                           |     |                  |                    |              |      |                                                  |
| Benkő Tibor |     | 2018. május 18.  | 2022. május 24.    | pártonkívüli |      |                                                  |
| A paksi atomerőmű bővítéséért felelős tárca nélküli miniszter                                                  |     |                  |                    |              |      |                                                  |
| Süli János |     | 2018. május 18.  | 2022. május 24.    | KDNP         |      |                                                  |
| A nemzeti vagyon kezeléséért felelős tárca nélküli miniszter                                                   |     |                  |                    |              |      |                                                  |
| Mager Andrea (2021-ig Bártfai-Mager Andrea)                                                                    |     | 2018. május 18.  | 2022. május 24.    | pártonkívüli |      |                                                  |
| Családokért felelős tárca nélküli miniszter                                                                    |     |                  |                    |              |      |                                                  |
| Novák Katalin                                                                                                  |     | 2020. október 1. | 2021. december 31. | Fidesz       |      | 2022. május 10-től köztársasági elnök            |

## Kormányprogram
Orbán Viktor a megválasztása után mondott beszédében célul tűzte ki, hogy 2030-ra Magyarország az Európai Unió első 5 olyan országa közé tartozzon, ahol a legjobb élni, lakni és dolgozni, és a minőséget mérő versenyképességi rangsorokban az 5 legjobb európai uniós állam között legyen. Ehhez a következőket ígérte:
- megpróbálják megállítani a magyar lakosság természetes fogyását.[13]
- gyorsforgalmi utakat építenek Budapestről a megyei jogú városokig, az autópályák elérik az országhatárt, a gyorsforgalmi utakra harminc perc alatt az ország bármely pontjáról el lehet majd jutni,
- az új napelemparkok, valamint Paks II. a tiszta és fenntartható energiatermelés élvonalába emelik Magyarországot,
- magas hozzáadott értékű és magasabb bért fizető befektetéseket hoznak ide, és ebben a kategóriában a világ tíz legjobb országa közé kerül Magyarország,
- a hazai tulajdonú vállalatok részesedését a magyar exportból ötven százalékkal növelik,
- a népbetegségeket radikálisan visszaszorítják, és ennek érdekében észszerűsítik az egészségügyet, és erős ösztönzőket vezetnek be,
- felépítik az új Magyar Honvédséget,
- a történelmi sorsközösséget alkotó Közép-Európát gazdaságilag is megépítik, a fővárosokat és nagyvárosokat közúton, vasúton és levegőben is összekapcsolják,
- Budapestnek visszaadják régi nagyságát és fényét.

## Államtitkárok, helyettes államtitkárok
A kormány 13 minisztere mellett összesen 237 államtitkára és miniszteri biztosa lett a 2018 májusában megalakult Orbán-kormánynak, továbbá 14 kormánybiztos és 6 miniszterelnöki biztos is szolgálatot teljesít. Közöttük van 11 közigazgatási államtitkár, 57 államtitkár és 114 helyettes államtitkár.

## Kormánybiztosok
| Név                    | Feladat | Hatályba lépés                                            | Érvényesség         |
| ---------------------- | --- | --------------------------------------------------------- | ------------------- |
| Bardóczy Gábor         | a 2022. évben megrendezendő férfi kézilabda Európa-bajnoksághoz kapcsolódó egyes sportinfrastruktúra fejlesztések megvalósításával és az Európa-bajnokság szervezésével kapcsolatos kormányzati koordinációval és kommunikációval összefüggő feladatok ellátásáért | 2020. február 1.                                          | 2022. január 31.    |
| Bogdán Tibor           | a közigazgatási bíróságokról szóló 2018. évi CXXX. törvény hatálybalépésével összefüggő feladatok koordinációjáért felelős | 2019. május 9.                                            | 2022                |
| Fazekas Sándor         | a földügyi szabályozás érvényesítésének koordinálásáért | 2020. február 21.                                         | 2022. február 20.   |
| Fodor Gergely          | a Budai Várnegyed területén megvalósuló kormányzati beruházásokkal kapcsolatos egyes feladatok ellátásáért felelős | 2019. április 1.                                          | 2021. március 31.   |
| Fürjes Balázs          | a kiemelt budapesti fejlesztésekért és nemzetközi sporteseményekért felelős | 2020. július 1.                                           | 2022. június 30.    |
| Gyopáros Alpár         | a Modern Települések Fejlesztéséért felelős | 2020. május 18.                                           | 2022. május 17.     |
| Joó István             | a Budapesti Fenntarthatósági Expó és Világtalálkozó 2021, valamint az ehhez kapcsolódó rendezvények lebonyolításáért felelős | 2020. szeptember 15.                                      | 2022. február 28.   |
| Káel Csaba             | a magyar nemzeti mozgóképipar fejlesztéséért felelős | 2019. szeptember 1.                                       | 2021. augusztus 31. |
| Kovács Zoltán          | a) a 2021. évi „Egy a természettel” Nemzetközi Vadászati és Természeti Kiállítás és az ehhez kapcsolódó rendezvénysorozat megrendezésével, szervezésével és lebonyolításával, valamint b) az 52. Nemzetközi Eucharisztikus Kongresszussal összefüggő kormányzati feladatok szakmai koordinációjával kapcsolatos feladatokat. | 2020. november 26.                                        | 2022                |
| Lázár János            | a) figyelemmel kíséri a folyamatban lévő, uniós és hazai forrásból megvalósuló, nemzetgazdasági szempontból kiemelt Hódmezővásárhely–Szeged tram-train mintaprojekt végrehajtását, b) koordinálja a regionális jelentőségű, határon átnyúló, Szeged–Szabadka–Baja vasútvonal kialakítását, c) koordinálja a makói termálfürdő beruházás felújítási munkálatainak végrehajtását. | 2020. november 1.                                         | 2022                |
| Maróth Gáspár          | a Védelmi Fejlesztésekért Felelős | 2020. július 17.                                          | 2022                |
| Mikes Éva              | a Dél-dunántúli Gazdaságfejlesztési Zóna komplex fejlesztéséért felelős /1569/2020. (IX. 4.) Korm. határozat/ | 2020. szeptember 5.                                       | 2022                |
| Navracsics Tibor       | a) az Európa Kulturális Fővárosa 2023 Veszprém nyertes pályázati programja megvalósításának koordinálásáért felelős b) az Északnyugat-magyarországi Gazdaságfejlesztési Zóna komplex fejlesztéséért felelős | 2019 december 1. illetve 2020. szeptember 5.              | 2022                |
| Nemesi Pál             | a Dél-alföldi Gazdaságfejlesztési Zóna komplex fejlesztéséért felelős | 2020. szeptember 5.                                       | 2022                |
| Palkovics László       | a) a debreceni autóipari központ, illetve környezete gazdasági, oktatási és kulturális fenntartható fejlődéséért, valamint az autó-motorsport fejlesztéséért és a közlekedésbiztonság kiemelt kezeléséért felelős b) a Magyarország Kormánya és a Kínai Népköztársaság Kormánya között a Budapest– Belgrád vasútvonal újjáépítési beruházás magyarországi szakaszának fejlesztése, kivitelezése és finanszírozása kapcsán született Egyezmény kihirdetéséről szóló 2016. évi XXIV. törvényben foglalt feladatok koordinációjáért felelős c) az Északkelet-magyarországi Gazdaságfejlesztési Zóna komplex fejlesztéséért felelős | 2020. április 1. / 2019. február 1. / 2020. szeptember 5. | 2022                |
| Révész Máriusz         | az aktív Magyarországért felelős | 2020. május 18.                                           | 2022. május 17.     |
| Schmidt Mária          | a „30 éve szabadon” emlékév koordinálásáért felelős | 2019. március 15.                                         | 2021. március 15.   |
| Seszták Miklós         | egyes Kárpát-medencei gazdaságélénkítő programok és összehangolt fejlesztési feladatok, valamint turisztikai fejlesztések koordinációjáért felelős | 2020. május 18.                                           | 2022. május 17.     |
| Szentkirályi Alexandra | a hazai kommunikációért felelős | 2020. január 1.                                           | 2021. december 31.  |
| Wáberer György         | a Tokaj-Zemplén térség fejlesztéséért felelős | 2020. július 20.                                          | 2022                |

## Miniszterelnöki megbízottak
| Név                         | Feladat | Hatályba lépés       | Érvényesség      |
| --------------------------- | --- | -------------------- | ---------------- |
| Dr. Bakondi György          | belbiztonsági kérdésekben történő személyes szaktanácsadás nyújtása | 2018. május 18.      | 2022             |
| Dr. Bedros J. Róbert        | az Egészséges Budapest Program Dél-budai Centrumának beruházásával kapcsolatos kérdéskörben személyes szaktanácsadás nyújtása, valamint az Egészséges Budapest Program Dél-budai Centrum létrehozásával összefüggő koordinációs és egyeztetési feladatok ellátása | 2018. május 18.      | 2022             |
| Dr. Giro-Szász Áron         | a keresztény mozgalmakkal és keresztény közösségekkel való kapcsolattartással és támogatásával összefüggő feladatok ellátása | 2018. május 18.      | 2022             |
| Hegedüs Zsuzsanna Gabriella | a társadalmi felzárkóztatást, a társadalmi konfliktusok kezelését és megoldását szolgáló jelen- és jövőbeli stratégiák kidolgozásával kapcsolatos kérdéskörökben szaktanácsadás nyújtása.                                                                         | 2018. május 18.      | 2022             |
| Horváth László              | a gyöngyöspataihoz hasonló konfliktusos helyzetek feltárása és azok megoldását szolgáló javaslatok kidolgozása. | 2020. január 30.     | 2022             |
| Járai Zsigmond              | a csángó-magyar együttműködés feladatainak koordinálása | 2019. április 1.     | 2022             |
| Dr. Kiss Zoltán             | a Jogi Iroda vezetése | 2020. szeptember 16. | 2022             |
| Dr. Klinghammer István      | a Magyar Corvin-lánc Iroda vezetése | 2018. május 18.      | 2022             |
| Kovács Miklós               | az ukrán helyzettel összefüggő magyar külpolitikai stratégiát érintő kérdéskörben személyes tanácsadás nyújtása | 2021. január 1.      | 2021. június 30. |
| Dr. Maróth Miklós           | személyes tanácsadás a tudománypolitika tárgykörét érintő kérdésekben | 2019. április 1.     | 2022             |
| Dr. Nagy István             | a hazai gazdaság mozgásterének bővítése és versenyképességének erősítése témakörben szaktanácsadás | 2018. május 18.      | 2022             |
| Nagy Márton István          | gazdaságpolitikai kérdésekkel kapcsolatos személyes szaktanácsadás, valamint a gazdaságpolitikai ágak működési összhangjának erősítése | 2020. június 15.     | 2022             |
| Dr. Nyitrai Zsolt Péter     | stratégiai társadalmi kapcsolatok összehangolása érdekében személyes szaktanácsadás nyújtása. | 2018. május 18.      | 2022             |
| Dr. Szili Katalin           | személyes közreműködés a határon túli autonómiaügyek egyeztetési eljárásaiban | 2018. május 18.      | 2022             |
| Tarlós István               | személyes tanácsadás az országos közlekedési és közszolgáltatási infrastruktúra fejlesztése vonatkozásában | 2019. november 1.    | 2022             |
| Tellér Gyula                | szaktanácsadás a kormánypolitika társadalomelméleti hátterével, valamint a hazai és nemzetközi politikai folyamatok történeti és aktuálpolitikai vetületével kapcsolatos kérdéskörökben                                                                           | 2018. május 18.      | 2022             |

## Miniszterelnöki biztosok
| Név               | Feladat | Hatályba lépés      | Érvényesség |
| ----------------- | --- | ------------------- | ----------- |
| Balog Zoltán      | társadalmi ügyekért, valamint a V4 Virtuózok programsorozat koordinálása                                                     | 2020. március 1.    | 2022        |
| Bencsik János     | a Tatai-medence kiemelt járműipari térség összehangolt fejlesztéséért felelős                                                | 2020. július 1.     | 2022        |
| Fónagy János      | a kötött pályás és nem kötött pályás helyközi közösségi közlekedés menetrendi szintű összehangolásáért felelős               | 2018. augusztus 1.  | 2022        |
| Héjj Dávid        | társadalmi és kormányzati egyeztetések koordinálásáért felelős                                                               | 2018. július 11.    | 2022        |
| Kiss János        | a miskolctapolcai fürdő és környezete fejlesztéséért felelős                                                                 | 2020. április 15.   | 2022        |
| Lázár János       | a nemdohányzók fokozottabb védelme érdekében szükséges átfogó kormányzati teendők előkészítéséért, összehangolásáért felelős | 2018. augusztus 15. | 2022        |
| Tessely Zoltán    | a Pannónia Szíve és a Velencei-tó területfejlesztéséért felelős                                                              | 2018. október 18.   | 2022        |
| Vecsei Miklós     | a diagnózis alapú felzárkózási roma stratégia előkészítésének és végrehajtásának koordinálásáért felelős                     | 2019. április 19.   | 2022        |
| Vízkelety Mariann | az állami szervek működésének elemzéséért felelős                                                                            | 2020. június 1.     | 2022        |